# Leo Kerschbaumer
Leo Kerschbaumer (* 17. Februar 2003 in Graz) ist ein österreichischer Radsportler, der Rennen auf der Bahn und der Straße bestreitet.

## Sportlicher Werdegang
Leo Kerschbaumer begann im Alter von 15 Jahren seine Radsportkarriere beim „Junior cycling team Graz“. Während seiner Jugendzeit gewann er mehrere österreichische Meistertitel im Bahn- und Straßenradsport. 2020 holte er den österreichischen Junioren-Meistertitel auf der Straße. 2021 vertrat er Österreich sowohl bei den Europameisterschaften als auch bei den Weltmeisterschaften in den Junioren-Wettbewerben, feierte einen Etappensieg bei der Junioren „Keine Sorgen Oberösterreich Rundfahrt“ und errang den Staatsmeistertitel auf der Bahn in der Disziplin Keirin. 2022 schloss er sich dem Continental Team WSA KTM Graz p/b Leomo in der U23-Kategorie an.

## Erfolge

### Straße
- 2020: Österreichischer Junioren-Meister – Straßenrennen
- 2021: Etappensieg „Keine Sorgen Oberösterreich Rundfahrt“ – Straßenrennen

### Bahn
- 2021: Österreichischer Staatsmeister – Keirin